# Pierre-Louis Pierson
Pour les articles homonymes, voir Pierson.
Pierre-Louis Pierson, né à Hinckange le 13 décembre 1822, mort le 22 mars 1913, est un photographe portraitiste français. Son salon était installé au 5 boulevard des Capucines à Paris.
Il est resté célèbre pour sa collaboration photographique de 40 ans avec la comtesse de Castiglione avec qui il réalise près de 450 portraits dans des toilettes extravagantes dont des autoportraits de ses pieds nus.

## Biographie

### Photographe de Sa Majesté l'Empereur
Il s'intéresse très tôt à la photographie. Dès 1844, il possède un atelier à Paris, et jouit d'une solide réputation. 
Il est installé professionnellement depuis de nombreuses années au 5 boulevard des Capucines, quand il s'associe aux frères Mayer (Léopold-Ernest Mayer et Louis-Frédéric Mayer). Leur société demeure à cette adresse, et deviendra une importante entreprise commerciale.
Utilisant initialement le daguerréotype, leur atelier sera un des premiers à se spécialiser dans le portrait photographique retouché à l'aquarelle ou à l'huile. La faveur impériale s'est attachée à l'atelier. 
Il réalise de nombreux portraits de la famille impériale durant le Second Empire. Entre 1855 et 1862, période la plus brillante de l'atelier, toutes les personnes à la mode (la cour, l'aristocratie, la haute finance, actrices et musiciens) se pressent dans leur salon. Pierson et Mayer seront fournisseurs du roi du Wurtemberg, du roi du Portugal, et du roi de Suède. 
À partir de 1862, la clientèle devient plus mêlée, et après 1866, tout à fait ordinaire.

### Photographe de la comtesse de Castiglione

La comtesse de Castiglione posant devant l'objectif de Pierre-Louis Pierson, dans les années 1860.

Sa rencontre avec la comtesse de Castiglione a lieu en 1856. Il restera le photographe attitré de la Comtesse durant 40 ans. En 1867, Pierson exposera son portrait en Dame de cœur à la section française de photographie de l'exposition universelle de Paris.
Entre 1861 et 1867, s'installe une intense collaboration entre le photographe et son modèle. Celle-ci, lors de nombreuses séances de pose, excelle dans l'art de la mise en scène et développe des rôles de madone, femme affligée, mère, femme à la mode dans des tenues extravagantes. 
Dans une atmosphère ludique qui laisse une large part à l'improvisation, la comtesse crée avec l'aide de son photographe différents personnages. Robes, coiffures, attitudes, tout est étudié pour créer un effet dramatique. Grâce à des effets de miroirs, elle peut se dédoubler et se présenter sous différents aspects. Certaines études la montrent allongée, cheveux défaits. 
Toujours à sa demande, il photographie ses jambes et ses pieds, qui sont considérés comme des photographies à tendance érotique, très avancées pour l'époque.
Mais du vivant de la comtesse ces photos étaient le secret de la Castiglione et de Pierre-Louis Pierson. Entre 1856 et 1895, la comtesse Virginia de Castiglione a posé pour plus de 450 portraits. Cette frénésie photographique rare pour l’époque est aussi une des premières formes d’autoportrait photographique,.

### La maison Braun et le musée du Louvre
En 1878, il s'associe avec son beau-fils Gaston Braun, héritier de la société Société Adolphe Braun et Cie et le beau-frère de ce dernier, Léon Clément. Ils relèvent la société au bord de la faillite. Dès lors, le fonds photographique appartient à la Maison Braun. 
En 1883, un contrat d'exclusivité de 30 ans avec le Musée du Louvre est signé avec pour objectif la reproduction de 7 000 œuvres. Les clichés inscrits à l'inventaire du musée deviennent la propriété de l'État. En échange, la Maison Braun obtient le titre de photographe officiel du Musée du Louvre.
En 1889, la maison devient Braun, Clément et Cie. L'entreprise est reconstruite et électrifiée entre 1897 et 1899. En 1910, la société est baptisée Braun et Cie. 
À ce moment-là, la maison a déjà ouvert une succursale à New York et une autre à Londres l'année suivante.

## Galerie

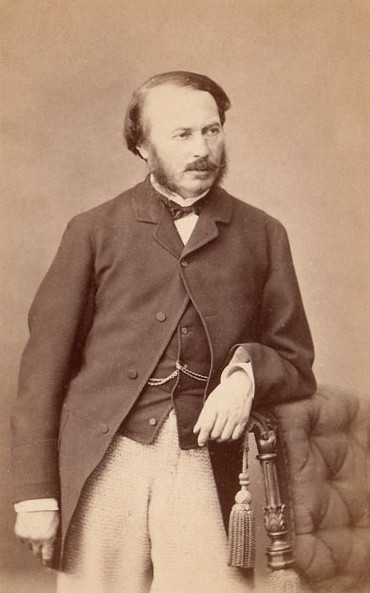
Victor de Persigny, vers 1850.
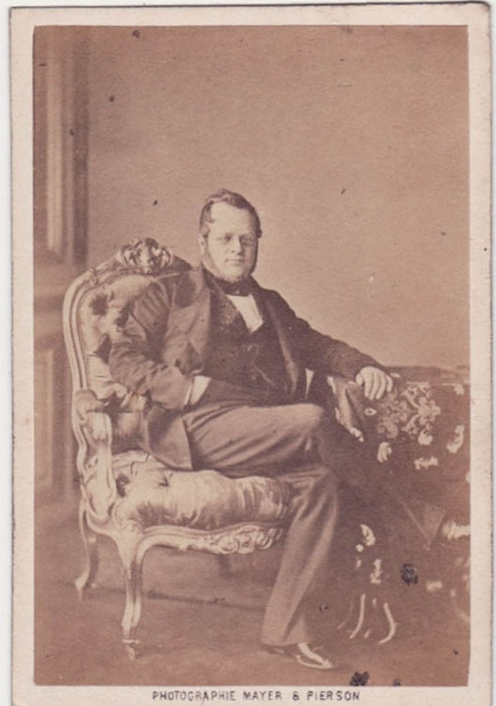
Camillo Cavour, vers 1850[6].
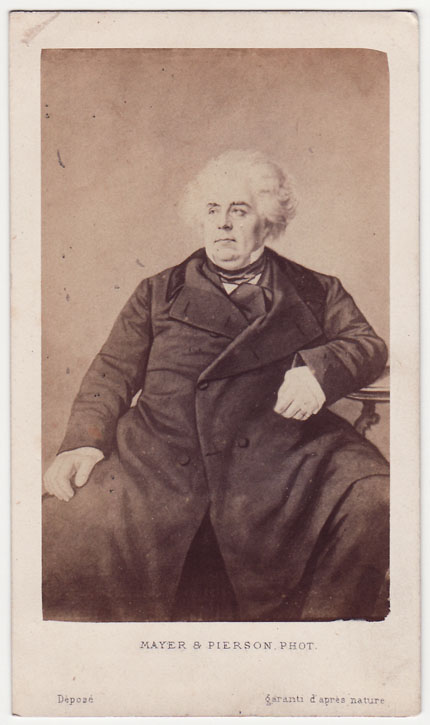
Luigi Lablache, vers 1850.
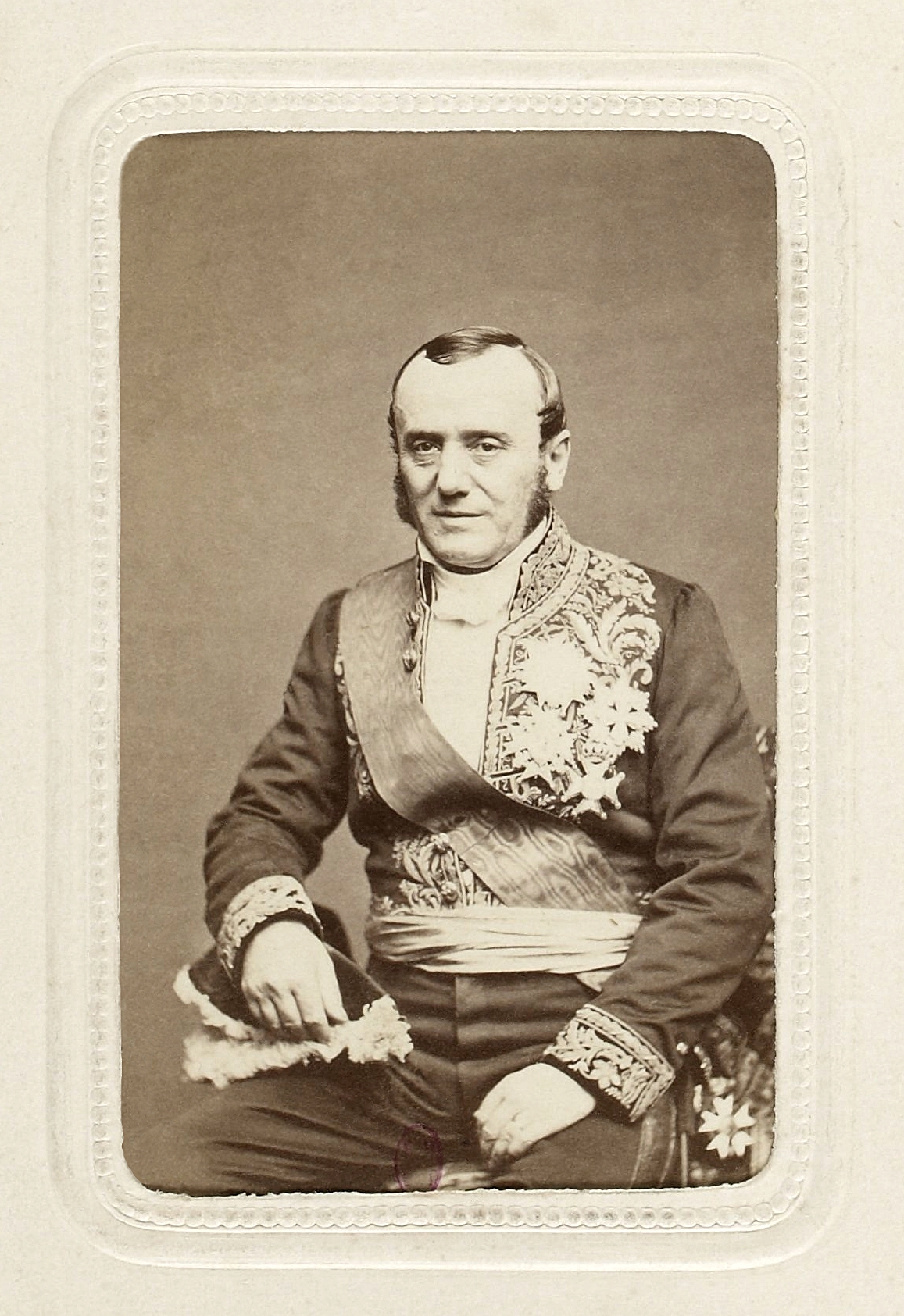
Adolphe Billault, vers 1860.
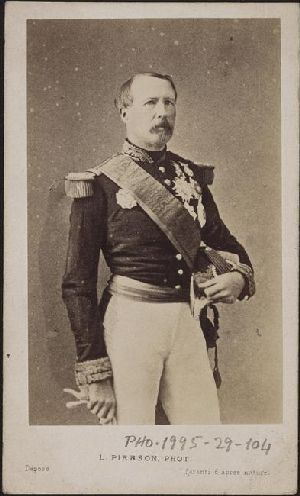
Patrice de Mac Mahon, vers 1860.
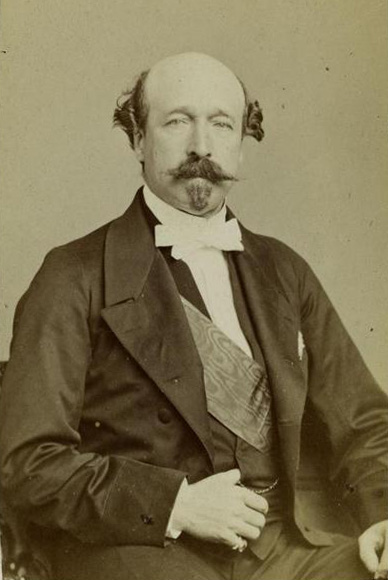
Charles, duc de Morny, vers 1860.
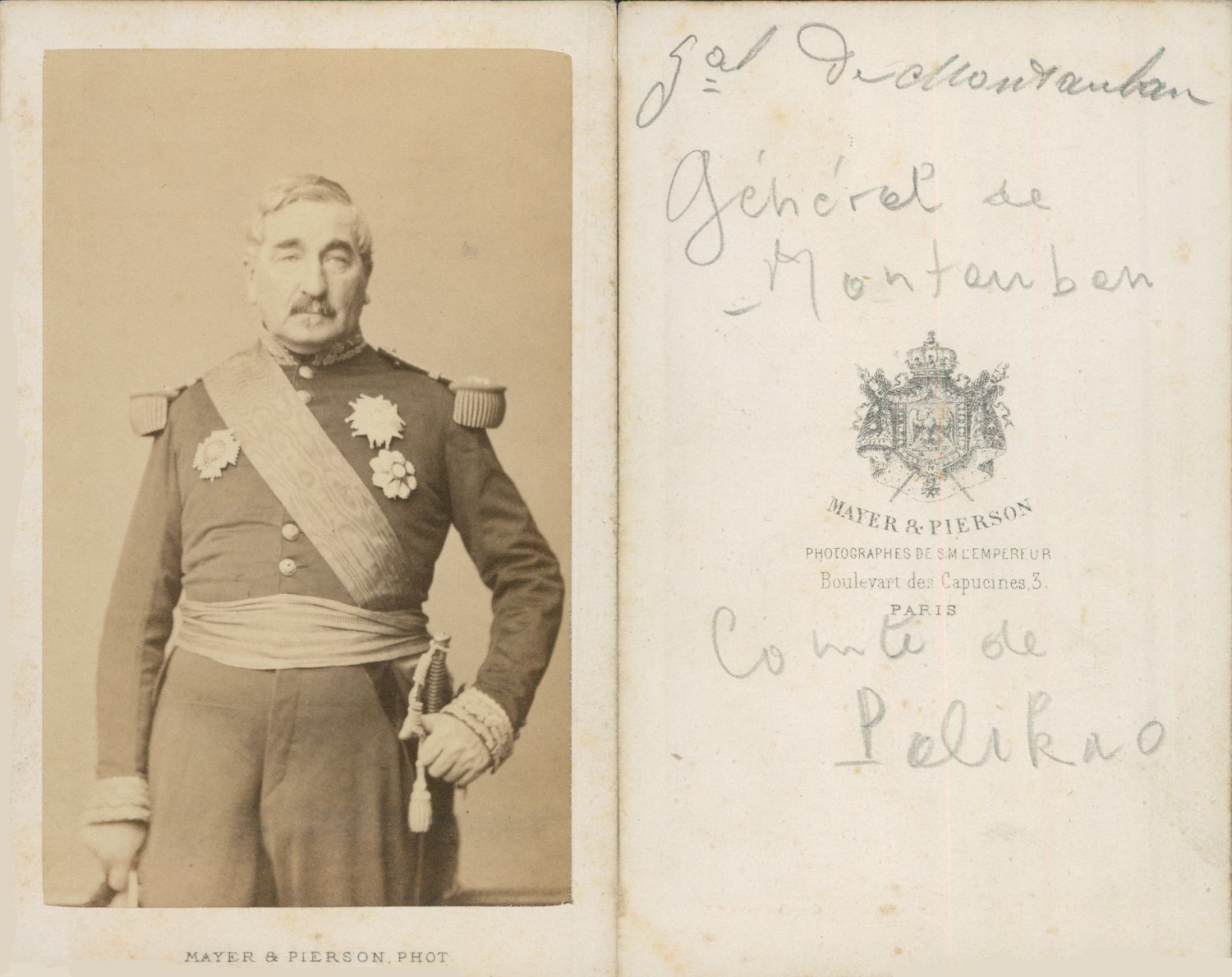
Charles Cousin-Montauban, 1865-1875.
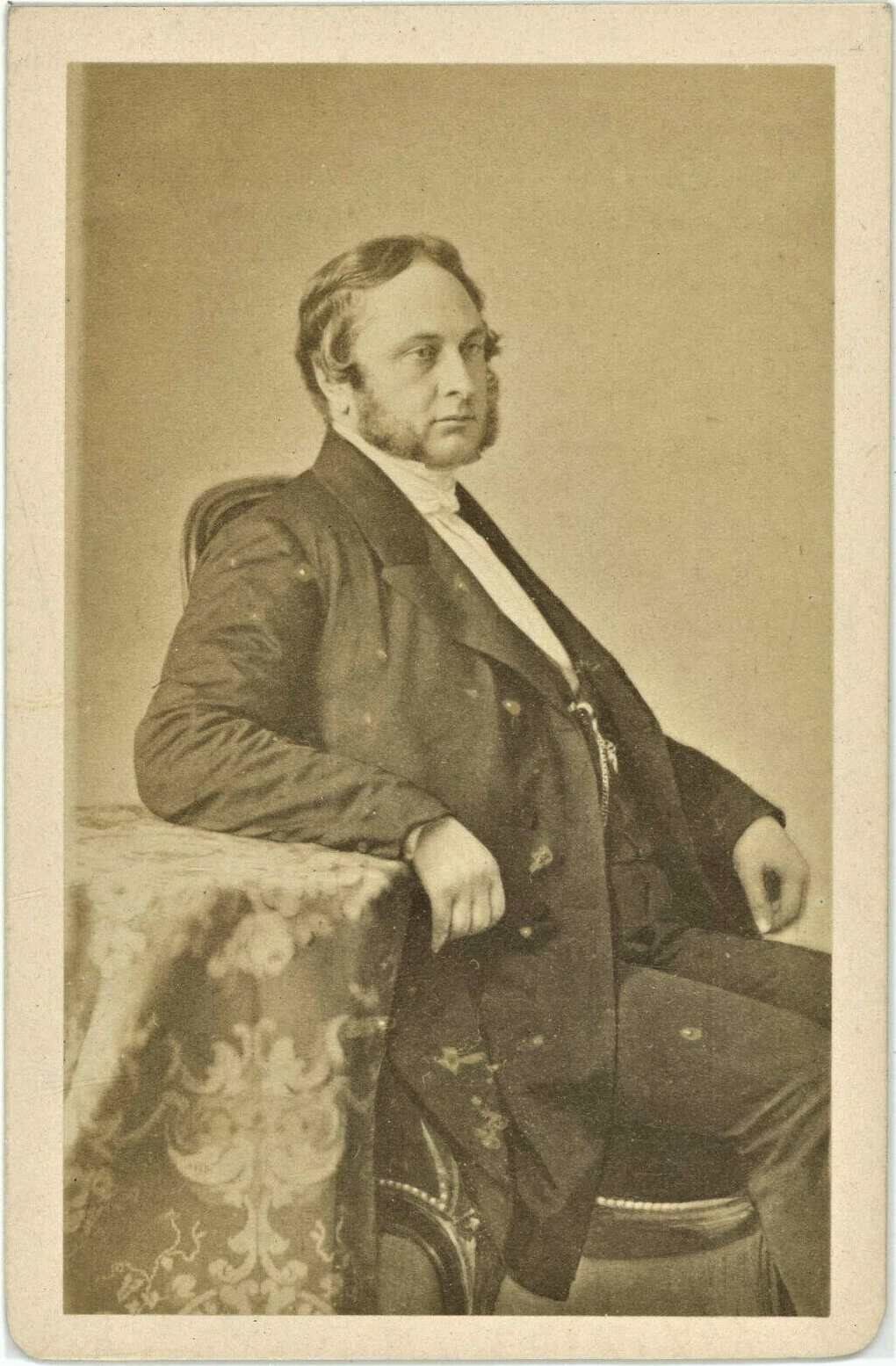
Eugene Rouher, 1866.
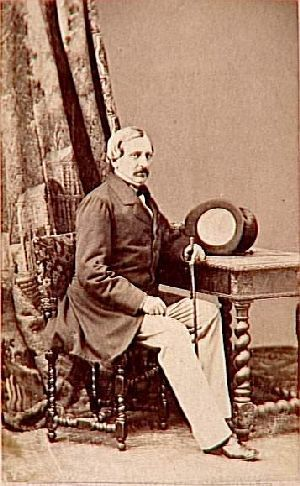
Eugène Chevandier de Valdrome, 1869.
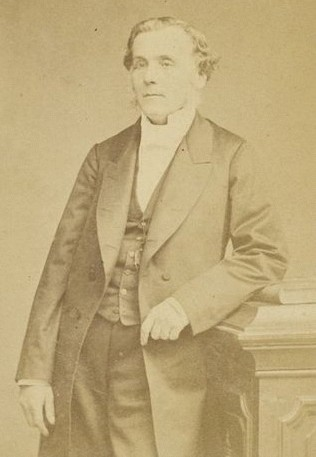
Victor Lefranc.
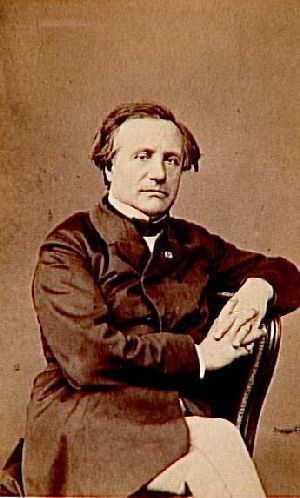
Victor Duruy.
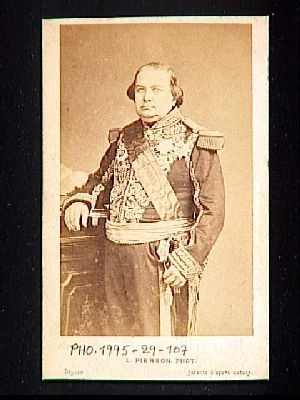
Charles Rigault de Genouilly.
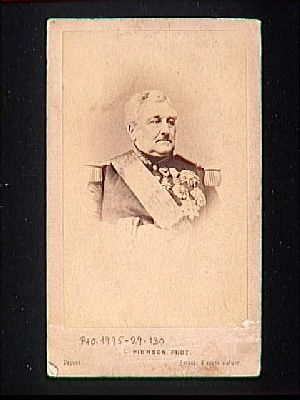
Jean-Baptiste Philibert Vaillant.

## Publications
- avec Ernest Mayer : La photographie considérée comme art et comme industrie : histoire de sa découverte, ses progrès, ses applications, son avenir, Paris, Louis Hachette et Cie, 1862, IV-244 p. (En ligne sur Gallica).

## Collections
- Metropolitan Museum of Art (Met), New York[7].
- Musée d'Orsay, Paris[8]

## Expositions
- 12 octobre 1999 - 23 janvier 2000 : La Comtesse de Castiglione par elle-même, Musée d'Orsay, Paris[9].

puis 18 septembre - 31 décembre 2000 : La divine comtesse : photographs of the Countess de Castiglione, Metropolitan Museum of Art, New York.
- 31 mars - 2 juillet 2000 : La contessa di Castiglione e il suo tempo, Palazzo Cavour, Turin.
- 9 juin – 26 août 2022 : La Comtesse de Castiglione. La création d’une légende, James Hyman Gallery, Londres[10].

## Films
- La Séance, 2015, court-métrage de Edouard de La Poëze, avec Fanny Ardant et Paul Hamy : évocation de la relation entre Pierson et la comtesse de Castiglione[11].